# Hassan Mneimneh
Hassan Mneimneh – libański historyk, wykładowca akademicki i polityk, sunnita, członek Al-Mustakbal. Przez sześć lat był dziekanem Wydziału Humanistycznego Uniwersytetu Libańskiego. W latach 2009–2011 pełnił funkcję ministra edukacji i szkolnictwa wyższego w rządzie Sada al-Haririego.